# PlayOK
PlayOk también conocido como kurnik («gallinero»), es un sitio web de juegos clásicos de mesa y cartas para jugar en línea contra oponentes en vivo en tiempo real. Fue creado en 2001 por Marek Futrega, e inicialmente era un sitio web solo en polaco. A principios de 2005 soportaba más de 30 juegos, actualmente el sitio está disponible en 33 idiomas.
Según una investigación de gemiusTraffic, en diciembre de 2004 el sitio web fue visitado por 1,2 millones de usuarios únicos. La versión polaca tiene alrededor de 100 000 usuarios registrados y, a partir de enero de 2007, se posicionó con 1.200 en el ranking de Alexa.

## Historia

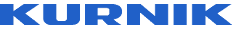
Versión polaca del logo

Kurnik fue creado en 2001 por Marek Futrega y contaba con una interfaz totalmente en polaco. Hasta 2005 soportaba más de 30 juegos clásicos de mesa y cartas.
A partir del 5 de abril de 2008, kurnik.org cambió su nombre a playok.com.
Actualmente el sitio se encuentra disponible en más de 33 idiomas.

## Características

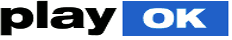

Es el sitio web de juegos de mesa en línea más popular en Polonia.
Desde el 7 de octubre de 2004, todas las reglas del juego en las páginas web de Kurnik están disponibles bajo la licencia de atribución no comercial de Creative Commons.
Soluciones técnicas de interesantes
- Desde 2012 todos los juegos están basados en HTML5 con soporte para dispositivos móviles después de migrar desde applets de java.[3]
- El servicio recopila estadísticas extensas de jugadores y mantiene un archivo completo de juegos jugados en los últimos 6 meses.
- Los juegos se pueden reproducir o descargar en formatos populares (pgn, pbn, sgf y otros).
- Torneos en línea completamente automatizados, incluidos los privados (organizados por los usuarios).
- Modo invitado para jugar u observar juegos.

## Violación de derechos de autor
Hasta el 1 de mayo de 2002, Scrabble también estaba disponible en Kurnik, bajo el nombre de Szkrable. Después de una amenaza de acción legal por parte de Cronix, la compañía responsable de los derechos de las versiones de internet del juego, Kurnik desarrolló un juego similar llamado «literaxx» (literaki ;-) en polaco), que difería del Scrabble solo por un tablero diferente, pero Cronix consideró estos cambios demasiado pequeños para que no se considerara una violación de derechos de autor. Marek Futrega luego desarrolló literaki ;-) en un nuevo juego basado en palabras con reglas diferentes al de Scrabble. Las reglas de este son de dominio público. Del mismo modo, un equivalente gratuito de Monopoly, «blogpoly» (netopol en polaco) también está disponible en la versión polaca.

## Juegos disponibles
| - 3-5-8 - Ajedrez - Backgammon - Barbú - Bridge - Canasta - Corazones - Cribbage - Damas - Dominó - Durak - Euchre - Gin Rummy - Go - Go-moku - Hex - Ludo - Mahjong - Makruk - Oh Hell - Paper soccer - Pinochle - Reversi - Shogi - Skat - Spades - Switch - Xiangqi - Yahtzee |

## Diccionario
Kurnik también es el anfitrión del mayor diccionario de software libre disponible para el idioma polaco. Desarrollado en colaboración, inicialmente estaba destinado a ser solo una herramienta para ayudar a validar movimientos en juegos basados en palabras, pero posteriormente reemplazó básicamente a todos los demás diccionarios de libre acceso utilizados en proyectos de software libre. El diccionario tiene doble licencia bajo cc-sa y GPL.